# Art carolingien

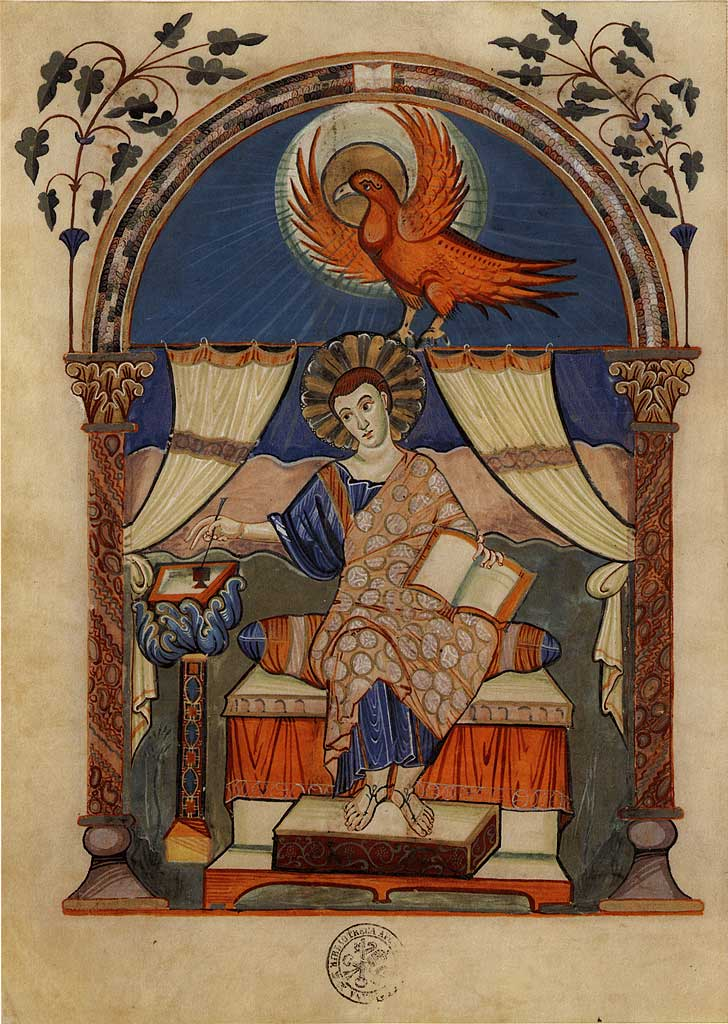
Évangéliaire de Lorsch 778–820. École de la Cour de Charlemagne.

L’art carolingien s’étend sur une période de 120 ans entre 780 et 900, pendant le règne de Charlemagne et ses héritiers directs, habituellement connue en tant que renaissance carolingienne. Pour la première fois, les rois d’Europe du Nord ont joué le rôle de mécène pour l’art romain, mélangeant formes classiques et germaniques, et insufflant des innovations dans le dessin des figurines, qui servira de modèle pour l’avènement de l’art roman et gothique dans l’Ouest.
L’ère carolingienne est une des périodes de l’art sacré médiéval connue sous le nom de « pré-roman ».

## Histoire

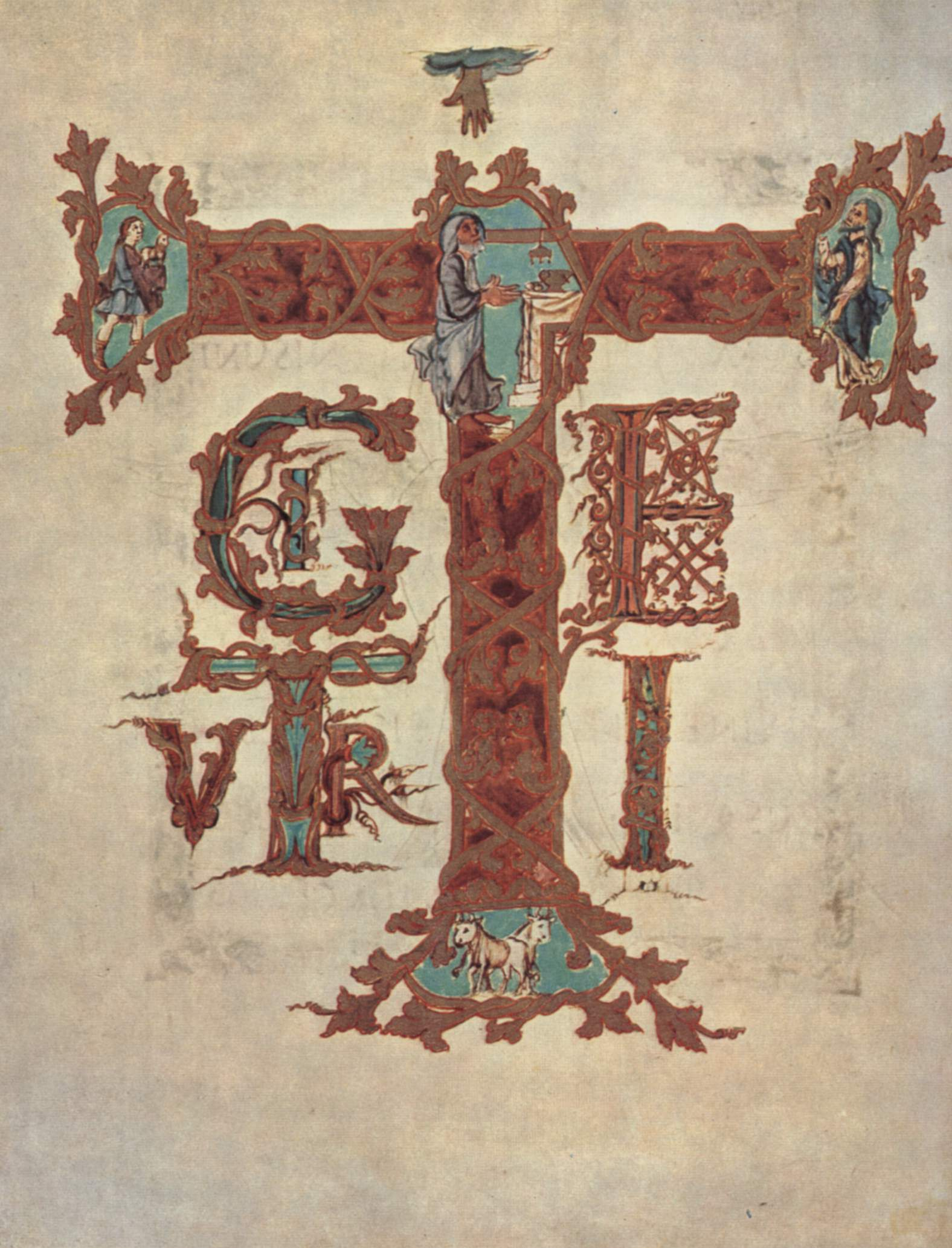
Tableau du Sacramentaire de Drogon, artiste anonyme, cathédrale de Metz.

Au VIIIe siècle, la chute du royaume wisigoth lors de l’invasion de la péninsule ibérique par les Sarrasins pousse de nombreux intellectuels et ecclésiastiques à rejoindre la cour de Pépin le Bref.
L’effondrement de leur royaume explique largement l’afflux de grands esprits wisigoths comme Théodulf d'Orléans ou Benoît d'Aniane à la cour de Charlemagne. De la même manière le monachisme s’est développé très fortement en Irlande et en Northumbrie depuis le VIe siècle.
Les invasions vikings font venir des érudits irlandais et northombriens qui vont contribuer avec l’instauration de la règle de Saint Benoît (grâce à Benoît d'Aniane) à la vague monastique carolingienne. Enfin, Rome est en conflit avec Byzance et lutte contre les iconoclastes. De nombreux artistes s’y sont réfugiés, mais Rome est menacée par les Byzantins et les Lombards et se place sous la protection des carolingiens. Des lettrés et des artistes italiens viennent donc.
La création d’un nouvel Empire romain (en remplacement du royaume romain wisigoth) et la renaissance carolingienne découlent logiquement de cet afflux de connaissances vers le seul espace de stabilité dans un Occident secoué par les grandes invasions.
Les Carolingiens acquirent le goût de l’art méditerranéen quand Charlemagne décida de rivaliser avec les splendeurs du Latran à Rome où il avait été couronné empereur d'Occident (empereur du Saint-Empire romain germanique) en 800. Il a contribué à la renovatio (renaissance) de la connaissance et la culture romaine de l’Ouest, et ainsi devint le mécène par excellence des arts de son temps. Il a souhaité s’établir comme héritier des grands empereurs de l’Antiquité, favoriser et lier les accomplissements artistiques de l’art paléochrétien et de la culture byzantine avec les réalisations propres à la culture franque.
Cela allait pourtant au-delà d’un désir conscient de vouloir faire revivre la culture de l’ancienne Rome. Pendant le règne de Charlemagne, la controverse iconoclaste divisait l’empire byzantin. Charlemagne se plaça au centre, ne permettant pas la destruction complète des images humaines (iconoclasme), mais n’allant pas non plus jusqu’à permettre leur vénération (iconodulie). Cette décision de ne pas être iconoclaste en principe, et de permettre d’utiliser les figures humaines avec modération, eut d’immenses conséquences, puisque c’est par l’art carolingien que l’art roman de l’Ouest et l’art gothique se sont développés — si Charlemagne s’était rallié aux Iconoclastes, l’histoire de l’art de l’Ouest aurait été très différente.
Les manuscrits enluminés, les travaux sur métaux, la sculpture sur ivoire, les mosaïques et les fresques de cette période subsistent.
Le développement intense du monachisme avec des règles communes (voir Benoît d'Aniane), l’instauration d’une écriture unique (la caroline) plus lisible, vont faciliter le transfert des connaissances et préparent la poussée culturelle, technique et démographique du XIe siècle (voir Ordre de Cluny).
Vers la fin du règne des Carolingiens, vers 900, la production artistique s’arrêta durant trois générations. Le mouvement de réforme clunisienne pendant le Xe siècle, et un esprit renouvelé de l’idée de l’Empire, ont permis à la production d’art de reprendre. Les nouveaux styles pré-romans sont apparus en Allemagne avec la dynastie ottonienne, en Angleterre avec les Anglo-Saxons, ainsi qu’en France, en Italie et en Espagne.

## Manuscrits enluminés
La plupart des nombreuses œuvres de la Renaissance carolingienne ayant survécu sont des manuscrits enluminés. Sous la direction de Charlemagne, de nouveaux Évangiles et œuvres liturgiques ont été copiés, comme l’ont été des documents de type historique, littéraire et scientifique d’auteurs anciens. L’art carolingien s’est répandu dans différents ateliers monastiques à travers l’Empire, chaque atelier ayant développé son propre style. Le premier parmi eux était celui de l’École de la cour de Charlemagne; puis un style rémois, qui devint le plus influent de la période carolingienne; un style tourangeau; un style drogon; et finalement le style de l’École de la cour de Charles le Chauve. Ce sont les centres les plus importants, mais d’autres ont existé, caractérisés par les œuvres d’art qui y furent produites.

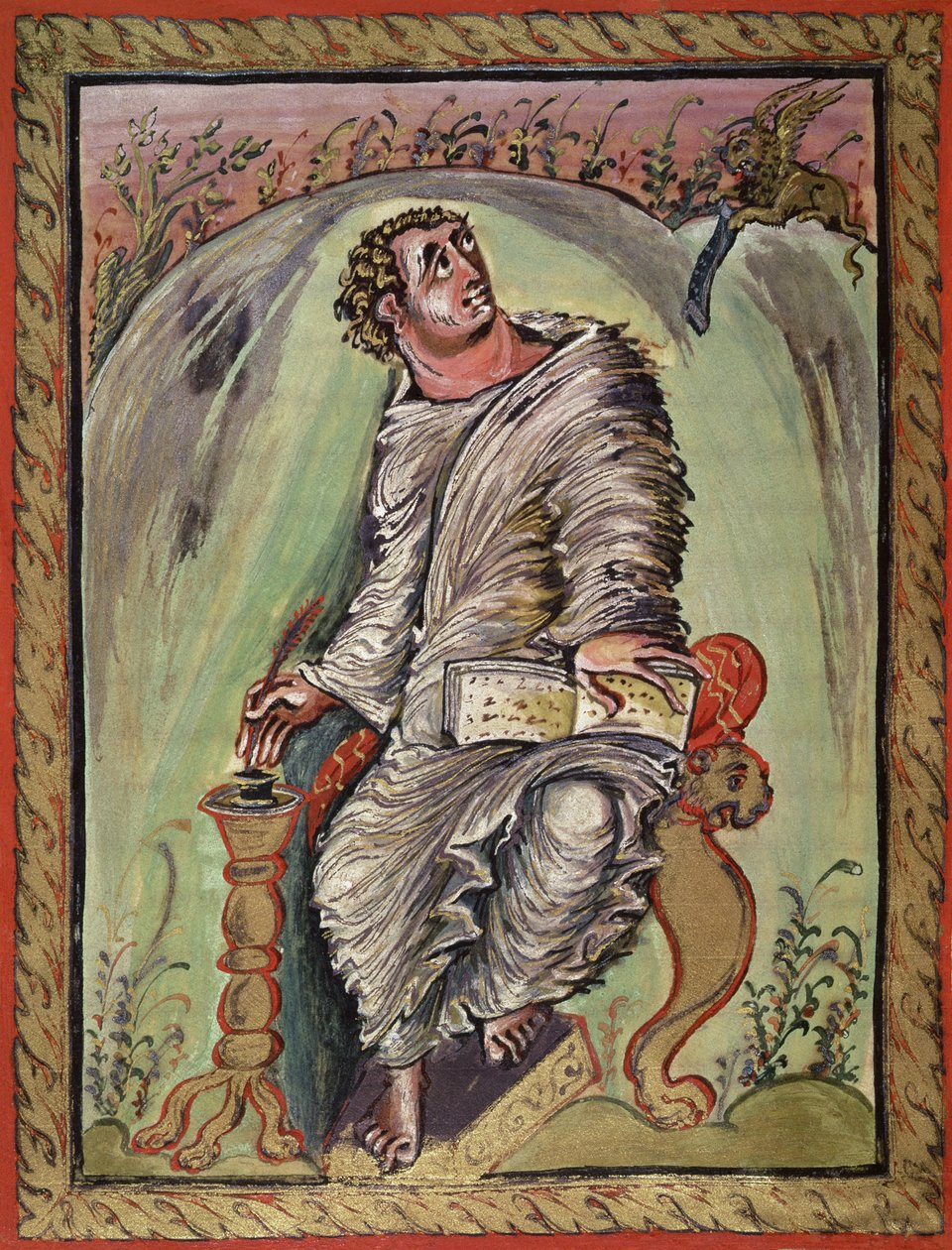
Saint Marc des Évangiles d'Ebbon. Figurine au trait en couleur.

L’École de la cour de Charlemagne (appelée aussi École d’Ada) a produit les premiers manuscrits, incluant l’Évangéliaire de Godescalc (781–783); l’Évangéliaire de Lorsch (778–820); les Évangiles d'Ada; l'évangéliaire de Saint-Médard de Soissons ; et l'évangéliaire du couronnement de Vienne. Les manuscrits de l’École de la cour étaient ornés, fastueusement décorés, et inspirés des ivoires du VIe siècle et des mosaïques de Ravenne en Italie. Ce sont les premiers manuscrits carolingiens et, par eux, s’est mise en place une renaissance du classicisme romain, bien que se soient maintenus l’art mérovingien et l’art hiberno-saxon dans leurs traditions de représentation linéaire, sans souci de volume et d’agencement dans l’espace.
Au début du IXe siècle, l’archevêque Ebbon de Reims a rassemblé à Hautvillers des artistes et a transformé l’art carolingien en quelque chose d’entièrement nouveau. Les Évangiles d'Ebbon (816–835) sont peints avec des coups de pinceaux rapides, frais et vibrants, évoquant une inspiration et une énergie inconnues dans les formes d’art méditerranéennes (voir l’image de cette page). D’autres livres associés à l’École de Reims dont le Psautier d'Utrecht, qui a été peut-être le plus important de tous les manuscrits carolingiens, et le Physiologus de Berne, la première édition en latin d’un texte chrétien allégorique sur les animaux. Les productions de l’École de Reims, en particulier le Psautier d’Utrecht avec ses dessins naturalistes au trait expressif, auraient eu une influence sur l’art médiéval du Nord au siècle suivant jusqu’à la période romane.
Un autre style s’est développé au monastère de Saint-Martin-de-Tours, où de grandes Bibles ont été illustrées à l’imitation des Bibles de l’Antiquité tardive. Trois grandes Bibles tourangelles ont été produites, la dernière et la plus belle, surnommée Bible de Vivien ayant été réalisée vers 846 pour Charles le Chauve, sur la commande de l’abbé Vivien. Les invasions vikings ont mis fin à l’activité de l’École de Tours en 853, mais son style avait déjà laissé une trace durable sur les autres ateliers de l’Empire carolingien.

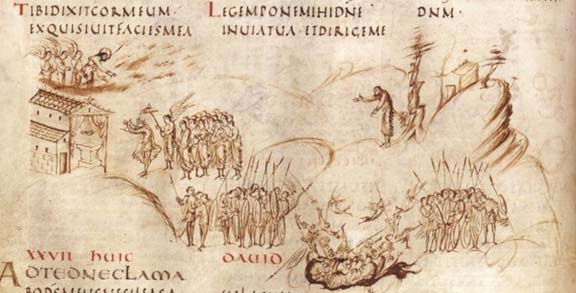
Du Psautier d'Utrecht, IXe siècle. Les dessins au trait énergiques de figurine étaient entièrement nouveaux et devaient devenir l’innovation la plus influente de l’art carolingien dans les périodes postérieures.

Le diocèse de Metz constituait un autre centre de l’art carolingien. Entre 850 et 855 un sacramentaire a été copié pour l’archevêque Drogon: le Sacramentaire de Drogon. L’initiale décorée et « historiée », représentée ici, a eu une grande influence sur l’enluminure: elle offrait une union harmonieuse de la lettrine classique et des scènes figuratives.
Pendant la seconde moitié du IXe siècle, les traditions de la première moitié ont perduré. Nombre de Bibles richement décorées ont été copiées pour Charles le Chauve, mêlant les formes de l’Antiquité tardive avec des styles développés à Reims et à Tours. C’est aussi pendant cette période qu’un style franco-saxon apparait au Nord de la France, intégrant l’entrelacs hiberno-saxon, et qui survivra à tous autres modèles carolingiens dans le siècle à venir.
Charles le Chauve, comme son grand-père Charlemagne, a créé une École de la cour. Son emplacement est incertain, mais plusieurs manuscrits lui sont attribués, dont le Codex Aureus (870) est le plus ancien et le plus remarquable exemple. Il contient des éléments turoniens et rémois, mais s’est fusionné avec le style plus formel de l’École de la cour de Charlemagne.
Avec la mort de Charles le Chauve, le mécénat des manuscrits a décliné, annonçant la fin, même si des travaux ont continué pendant un certain temps. L’abbaye de Saint-Gall a créé le Psautier de Folchard (872) et le Psautier doré (883). Ce style gallois était unique, mais manquait d’un niveau de maîtrise présent dans d’autres régions.

## Peinture

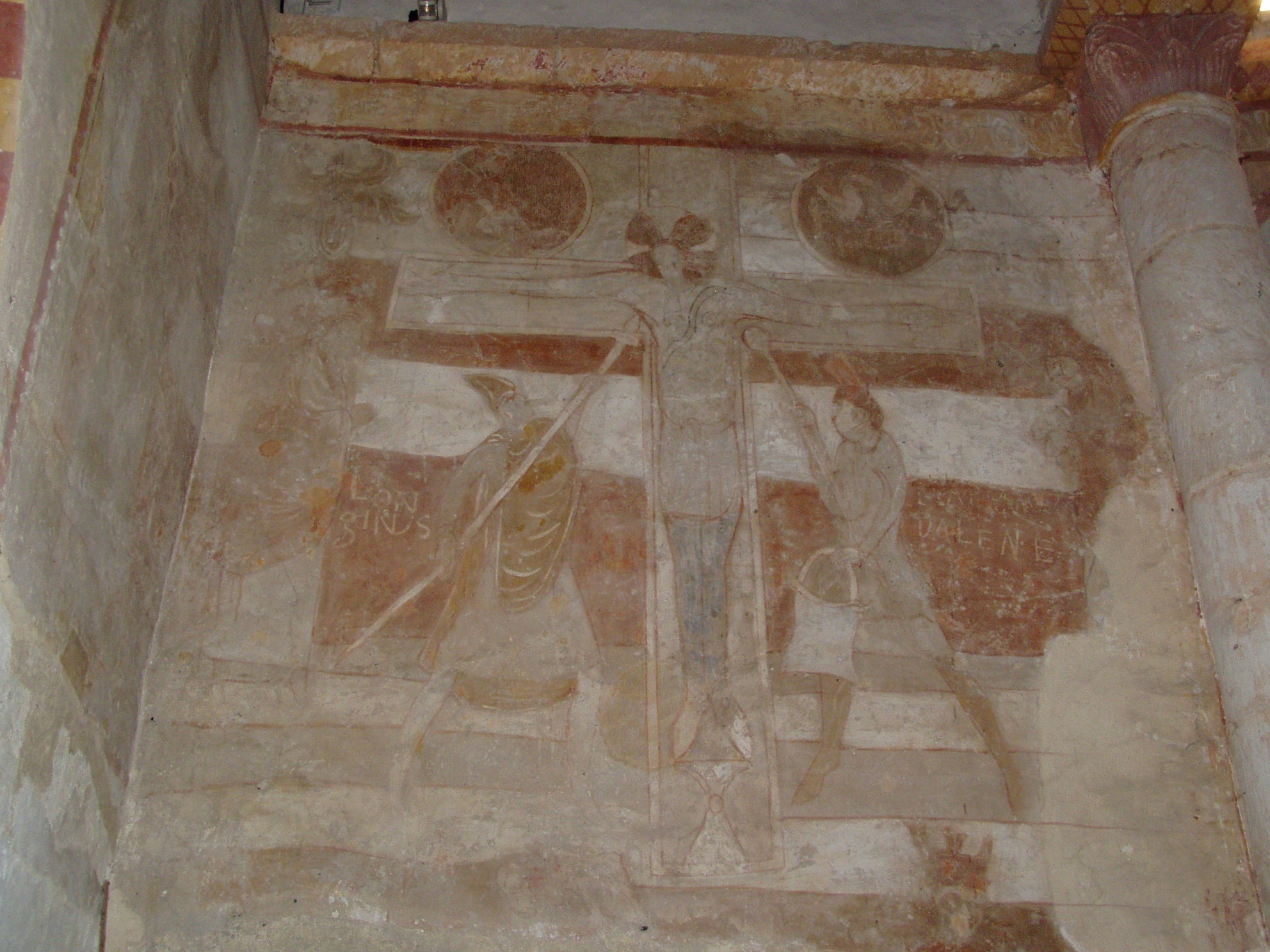
Fresque (Saint-Pierre-les-Églises).

Par des sources écrites, nous savons que des fresques étaient présentes dans les églises et les palais, bien que la plupart d’entre elles aient disparu. Dans le palais de Charlemagne, il y avait une fresque ayant pour thème les arts libéraux, ainsi que des scènes narrant ses campagnes d’Espagne. Dans le palais de Louis le Pieux, on pouvait voir des peintures murales représentant des scènes tirées de l’Ancien et du Nouveau Testament.
Des fragments de peintures ont survécu à Auxerre (crypte de la collégiale Saint-Germain), Saint-Pierre-les-Églises, Coblence, Lorsch, Cologne, Fulda, Corvey, Trèves, Müstair, Malles Venosta, Naturno, Cividale, Brescia et Milan.

## Sculpture et objets en métal

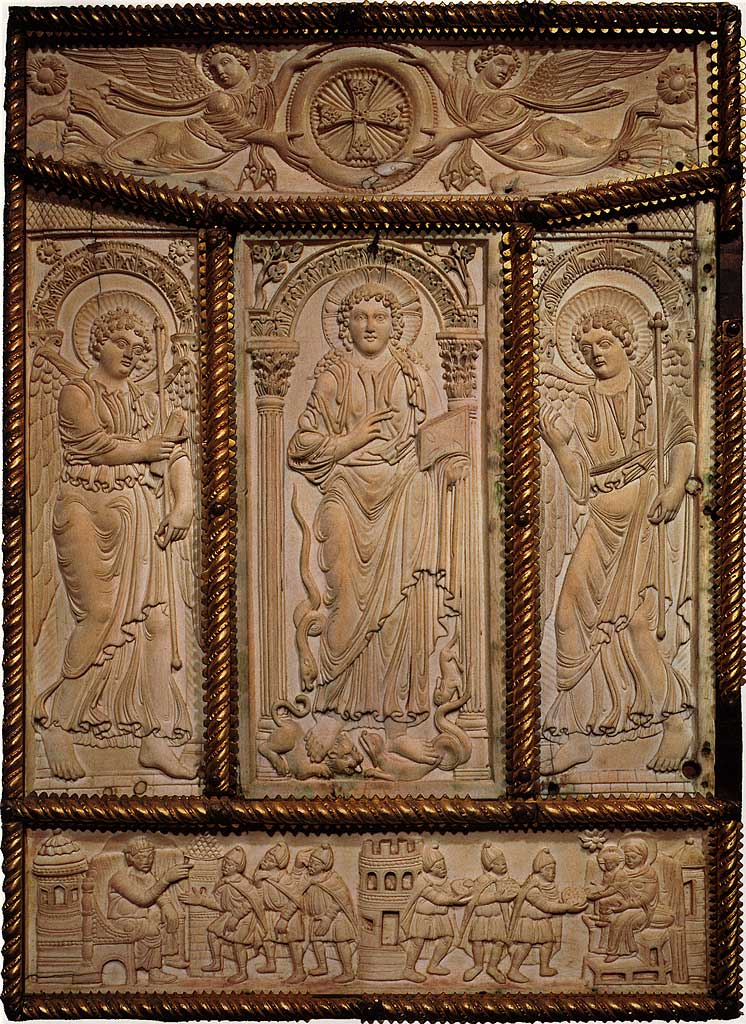
Évangiles de Lorsch. Couverture de livre en ivoire. Scènes impériales de l’Antiquité tardive adaptés à des thèmes chrétiens.

Les sculpteurs carolingiens ont créé des couvertures de livres en ivoire, comportant des thèmes largement inspirés de peintures de l’Antiquité tardive. Par exemple la première et la quatrième de couverture des Évangiles de Lorsch sont imitées des triomphes impériaux du VIe siècle et adaptées au triomphe du Christ et de la Vierge.
Charlemagne a grandement redonné vie à l’art du bronze quand il a créé les fonderies à Aix-la-Chapelle où furent réalisées les portes de la chapelle du palais, à l’imitation d’un modèle romain.
Le plus bel exemple d’œuvre d’orfèvrerie carolingienne est l’Autel d'or de Volvinius (824–859), aussi connu en tant que Paliotto, qui se trouve dans l’église de San Ambrogio à Milan. Les quatre côtés de l’autel sont décorés avec des images en or et argent repoussés, bordés de filigranes, de pierres précieuses et d’émail.

## Mosaïques

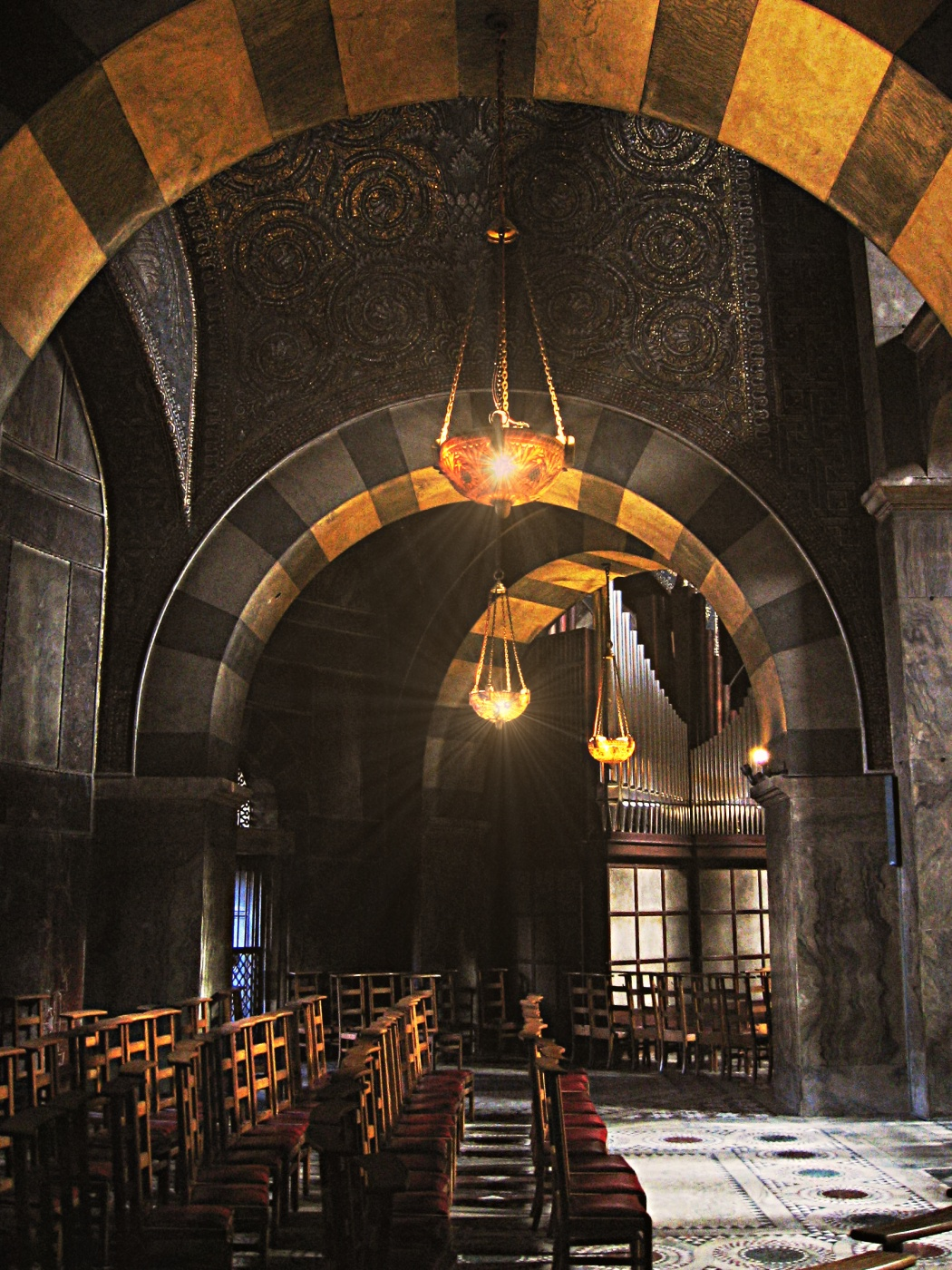
Chapelle de Charlemagne dans son palais d’Aix-la-Chapelle.

Des mosaïques ont été installées dans le dôme de la chapelle palatine de Charlemagne à Aix-la-Chapelle, rappelant celles des églises chrétiennes primitives de Rome. Il ne reste rien de ces mosaïques, mais des restes de l’abside de l’oratoire de Germigny-des-Prés (806) présentent l’Arche d'alliance adorée par des anges, découverts en 1820 sous une couche de plâtre.

## Spolia

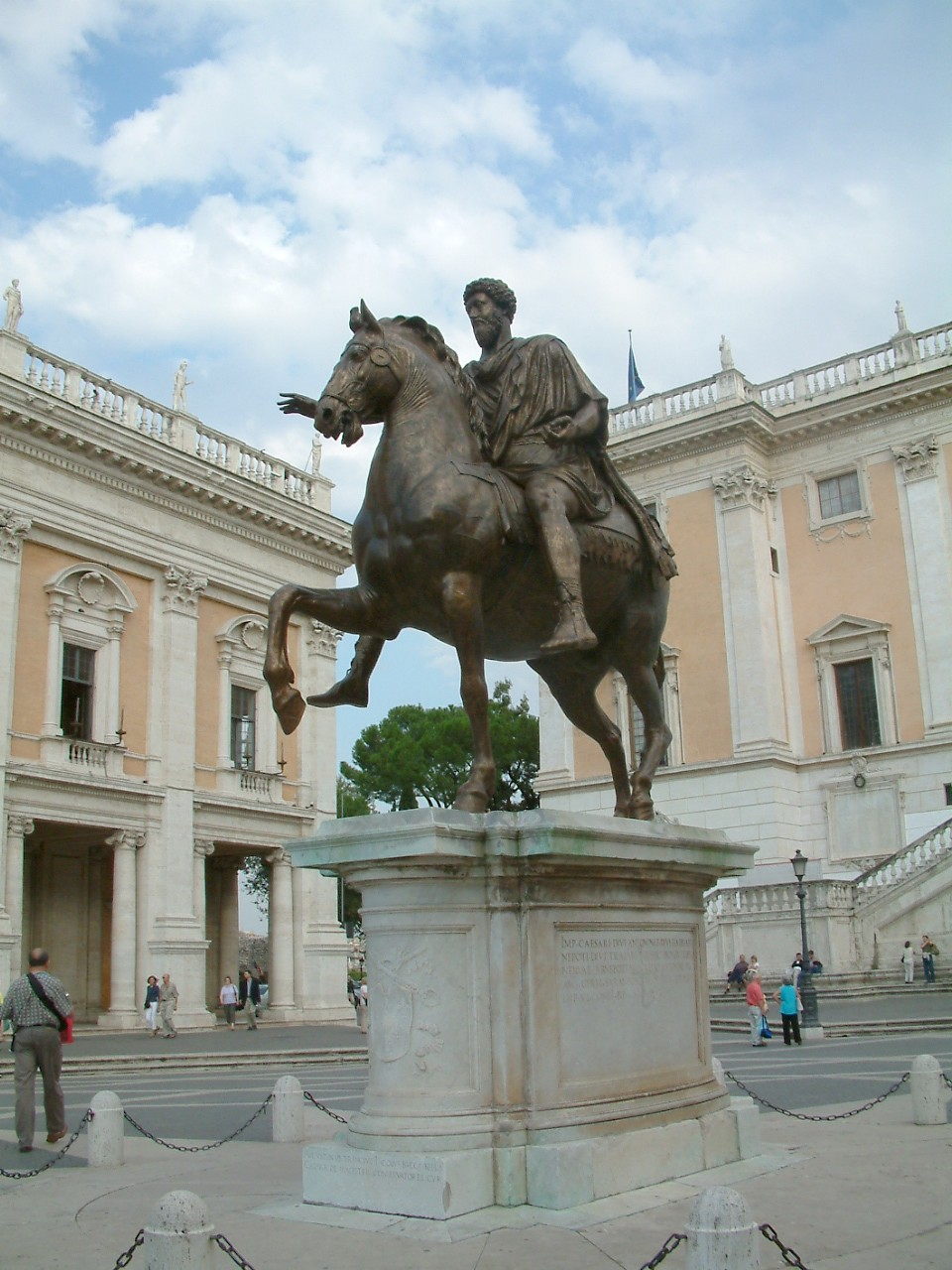
Statue équestre de Marc Aurèle, le Pseudo-Constantin.

Spolia est le terme latin pour « remplois » utilisé en référence à l’utilisation ou l’appropriation d’éléments de monuments anciens intégrés à de nouveaux monuments ou œuvres d’art. De nombreux marbres et colonnes ont été ainsi apportés de Rome pendant cette période.
L'exemple de spolium carolingien le plus connu est une statue équestre. À Rome, Charlemagne avait vu une statue équestre de Marc Aurèle en bronze au palais du Latran. Il s’agissait de la seule statue subsistant d’un empereur préchrétien romain, conservée parce qu’elle avait été prise, par erreur, pour celle de Constantin, et donc tenue en haute estime. Charlemagne a fait venir par la suite à Aix-la-Chapelle une statue équestre de Théodoric le Grand, pour la comparer à celle de Constantin à Rome.